# BBC Magyar Osztály
A BBC Magyar Osztálya (BBC Magyar Adás) a BBC Világszolgálata egyik idegen nyelvű műsorkészítő részlege volt. Adásai 1939 és 2005 között voltak hallhatók.

## Történet

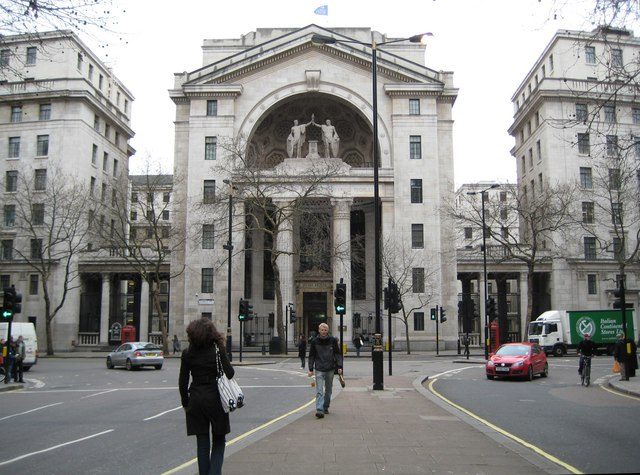
A BBC Világszolgálatának és így a Magyar Osztálynak is 1941 és 2012. között otthont adó Bush House Londonban.

### A II. világháború idején
1939-ben a háborús készülődés miatt a brit kormány és a brit parlament egyes tagjai sürgették, hogy a BBC több közép- és kelet-európai nyelven is indítson el hírműsorokat. Ekkor a német rádió már 36 nyelven sugárzott műsorokat, míg a BBC-nek 10 idegen nyelvű programja volt. A BBC első magyar nyelvű adását 1939. szeptember 5-én este negyed 9-től fél 9-ig sugározták. Még ugyanebben a hónapban elindultak a lengyel, román és szerb-horvát nyelvű adások is.
A műsorok időtartama a II. világháború kezdetén naponta egyszer 15 perc volt. Az adások száma később folyamatosan nőtt. 1943 szeptemberében a BBC már napi öt alkalommal közölt 15 perces híreket magyar nyelven: helyi idő szerint reggel 7.45-kor, délután 2-kor, 6-kor és 19.45-kor, valamint éjfél után 0.15-kor.
A háború idején a magyar nyelvű műsorkészítők feladata főként a BBC brit munkatársai által megírt hírek pontos magyarra fordítására, illetve felolvasására korlátozódott. Az adásokat is brit szerkesztők állították össze. 1940-től azonban megjelentek a magyar munkatársak által írott kommentárok és elemzések is.

### 1945–1956
A II. világháború vége után felmerült, hogy a közép-európai adásokat megszüntessék, illetve a műsorok idejét korlátozzák. Azonban a kommunista hatalomátvétel az adások megtartására késztette a BBC, illetve a brit külügyminisztérium vezetését, mivel ez utóbbi határozta meg, hogy milyen idegen nyelveken sugározzon a BBC Világszolgálata.
Ezekben az években a BBC Magyar Osztálya – a BBC szerkesztőségi elveivel összhangban – már önállóan állította össze műsorait, több tematikus rovat elindult és az 1949-ben osztályvezetővé kinevezett Rentoul (Galló) Ferenc főszerkesztői jogosítványokat kapott. A munkatársak saját riportokat, interjúkat, műsorokat készíthettek, elsősorban Angliáról és a szigetország életéről, illetve mikrofon elé ültethették a Londonba látogató magyar emigránsokat.

### 1956–1989
1956 októberében, a forradalom alatt a BBC nem igyekezett hiú ábrándokat kelteni nyugati fegyveres segítség ígéretével.
Az 56-os forradalom leverése után, a Nyugatra menekült magyarok között sok magyar író, újságíró került Angliába. Többen kaptak állást a BBC Magyar Osztály szerkesztőségében, tekintettel az ismét megnövelt műsoridőre. Az író Határ Győző színházi rovatot vezethetett és a már 1951 óta ott dolgozó Cs. Szabó Lászlóval felváltva írtak rádió játékokat az adás számára. Mások az egyetemi vagy főiskolai tanulmányaik végeztével szerződtek a Magyar Osztályra, így Jotischky László, aki azt követően, hogy Rentoul (Galló) Ferenc 26 év után nyugalomba vonult az osztály éléről, 1976-ban átvette az osztályvezetői tisztet. 1980-ban a BBC Rádió Közép-Európai Részlege osztályvezető helyettese lett, Siklós István kapta meg a helyét. Ő viszont 1991-től magyar nagykövetségi beosztott lett.
Radnóti Zoltán volt a gazdasági rovat vezetője, Sárközi Mátyás a színes angliai életképek rovatát vezette, Cs. Szabó László fia, Szabó András sportrovatot indított. Siklós István még osztályvezetőként is, írók munkásságát mutatta be.
A müncheni Szabad Európa Rádió fiatal hallgatók ezreit nyerte meg Cseke László (Ekecs Géza) könnyűzenei hanglemez összeállításai révén. A BBC Magyar Osztálya hasonló műsort indított, Nicky Grant (Ember Miklós) vezetésével. Ezt tőle idővel, amikor Ember a BBC Home Service munkatársa lett, Bobby Gordon (Pallai Péter) vette át.
A BBC magyar nyelvű műsorát 50 éven át csak gyengén lehetett hallani Magyarországon, mivel a rövidhullámú sugárzást gyakran zavarták.

### 1989–2005
Az 1989-es politikai változások után a BBC Magyar Adása műsorainak rövidhullámú sugárzása mellett országos, vidéki és határon túli magyar partner rádiókkal alakított ki együttműködést.
Jelentős változás volt, hogy a BBC Magyar Adása a magyarországi eseményekről is napi rendszerességgel kezdett beszámolni. Interjúk és kerekasztal-beszélgetések készültek magyarországi politikusokkal és közéleti szereplőkkel. Ez korábban nem volt jellemző. Magyar közéleti személyiségek csak ritkán szólaltak meg a BBC Magyar Adásában a rendszerváltás előtt.
A 90-es évektől folyamatosan épült ki a BBC Magyar Adásának bedolgozó külföldi tudósítók hálózata, akik többnyire szabadúszó vagy főállásban más médiának dolgozó újságírók voltak.
A Magyar Rádió 1991-től a Kossuth Rádió URH sávjában sugározta a BBC Magyar Adásának műsorait, eleinte reggel 6:30-kor és 7:30-kor. Később az este 11-kor sugárzott adást is lehetett hallani a Kossuth URH sávján. A 90-es évek második felében a Calypso Rádió számára is készült egy hajnali hírműsor, amely reggel 6:15-kor került adásba.
2002-től a Kossuth Rádió számára reggel 8:05-től 10 perces magyar nyelvű BBC világhíradó készült, amelyet a Kossuth teljes hálózatán hallani lehetett. Ugyancsak 2002-ben jött létre együttműködés az InfoRádióval, amely 2002. június 3-tól minden hétköznap este 9 órakor a BBC Magyar Adásának egy órás hírműsorát vette át, éjfélkor pedig a BBC Világszolgálat angol nyelvű híreit sugározta. Az InfoRádió hétvégenként a BBC Magyar Adásának magazinműsorait (A hét Londonban, Kaleidoszkóp, Gazdasági Szemle, Európa Magazin) is sugározta.
2003-ban a BBC a Radio France Internationale-lal közösen FM frekvenciát kapott Budapesten. A 92.1-es frekvencián – egy hónap próbaüzem után – 2003. június 11-én indult a sugárzás. A BBC Magyar Adása naponta 16:00 és 18:00 óra között volt hallható, a nap többi részében pedig angol, francia és német nyelvű híreket és beszéd alapú műsorokat adtak. A közös BBC-RFI rádió a BBC Magyar Adásának megszüntetését követően még 2009-ig üzemelt.
A BBC Magyar Adása 2004-ben az alkotóközösségek kategóriában elnyerte a Joseph Pulitzer Emlékdíjat.
A BBC Magyar Osztályának bezárását – kilenc másik, főként közép- és kelet-európai nyelvi osztállyal együtt – 2005. október 25-én jelentették be. Az így megtakarított pénzösszeget egy új, arab nyelvű televízió csatorna beindítására fordította a BBC.
2005. december 16-án a Magyar Osztály munkatársai rendhagyó búcsúadásban emlékeztek meg az osztály 66 évéről. A napi adások a 92.1 FM frekvencián még az év végéig folytatódtak és az utolsó két órás műsor 2005. december 31-én hangzott el.

## Osztályvezetők
- Héthelyi László 1940–1941
- Tarján György 1941–1949
- Rentoul (Galló) Ferenc 1949–1976
- Jotischky László 1976–1980
- Siklós István 1980–1990
- Szente Péter 1990–1995
- Whittall Klára 1995–2002
- Dajka Béla 2002–2005

## Szerkesztő-műsorvezetők
A 40-es években: Tarján György, Galló Ferenc, Neugröschl Endre (aka Andrew Martin, Notarius), Ignotus Pál, Révai András (Candidus), Mikes György, Darvas Sándor, Dr. Rácz Dezső Károly, Dr. Rostás László, Kovács Sándor, Dr. Szűsz Miklós
Az 50-es és 60-as években: Ráskay László, Mikes György, Zsilinszky, Körmendi Ferenc, Nagy Lajos, Kanócz István, Buday György, Galló (Rentoul) Ferenc, Iványi-Grünwald Béla, Révai András (Candidus), Stankovich Viktor, Határ Győző, Cs. Szabó László, Sárközi Mátyás, Jotischky László, Radnóti Zoltán, Siklós István
A 70-es és 80-as években: Ember Miklós (Nicky Grant), Határ Győző, Huszár László, Iván Zoltán, Jotischky László, Nagy Kázmér, Neményi Ninon, Pallai Péter (Bobby Gordon), Pál Miklós, Pártos Gábor, Radnóti Zoltán, Somlai György, Sándorov Péter, Sárközi Mátyás, Siklós István, Szabó András, Szalay Tamás, Withall Klára
1990 után: Ács Gábor, Albert Dénes, Barna Eszter, Békés Erzsébet, Benke Erika, Bocskay Zsolt, Both Vilmos, Csák Gyula, Csőgör Csaba, Dajka Béla, Deme Tímea, Ertsey Krisztina, Gera Gabriella, Glausius Krisztina, Heckenast László, Hendrei Tamás, Iván Zoltán, Izsák Dániel, Kanócz István, Kard Eszter, Láng Balázs, Lengyel Éva, Márványi Péter, Matzkó László, Módos Márton, Müller Mihály, Pallai Péter, Pataki Eszter, Pethő András, Rédei Ottó, Sándorov Péter, Sárközi Mátyás, Sátori Krisztina, Szakonyi Péter, Szilágyi Péter, Szilasi Viktória, Szvetnik Endre, Tóth Vali, Veress Györgyi, Vértessy Péter

## Tudósítók 1989 után
Budapesti vezető tudósítók: Pallai Péter (1990), Kanócz István (1991–1992), Pallai Péter (1992–1999), Lambert Gábor (1999–2002), Deme Tímea (2003–2005)
Budapesti tudósítók: Albert Dénes, Barna Eszter, Csák Gyula, Izsák Dániel, Gurzó Ákos, Láng Balázs, Schinkovits Andrea, Szakonyi Péter (1989–1992).
Külföldi tudósítók: Ádám Ráchel (Tel Aviv), Forinyák Éva (Berlin), Fóti Tamás (Brüsszel), Izsák Dániel (Párizs), Klemm József (Újvidék), Lambert Gábor (Washington), Lehőcz László (Temesvár), M. Lengyel László (Moszkva), Muharay Katalin (Lisszabon), Protics János (Pozsony), Sárközi Júlia (Róma), Tarik Demirkán (Törökország), Vincze András (München)

## A BBC Magyar Osztályának hangarchívuma
A BBC Magyar Osztályának hanganyagát a munkatársak 2006-ban digitalizálták és archiválták. Az digitalizált anyagból három másolat készült: egy a BBC központi archívumában, egy a Magyar Rádióban, egy pedig az Országos Széchényi Könyvtárban kapott elhelyezést.

## A BBC Magyar Osztálya az irodalomban
A BBC Magyar Osztályának archívuma alapján két könyv született:
- Pallai Péter–Sárközi Mátyás: A szabadság hullámhosszán. Az 1956-os magyar forradalom története a BBC elmondásában, Helikon, Budapest, 2006
- Pallai Péter–Sárközi Mátyás: Némi demokráciától a népi demokráciáig – A kommunista hatalomátvétel története Magyarországon a BBC-archívum tükrében, 1945–1948, Helikon, Budapest, 2008

A BBC Magyar Osztálya egy interjúkötetet adott ki 2004-ben, amely nem került kereskedelmi forgalomba:
- Vértessy Péter (szerk.): Vasárnapi interjú – Politikusok, közéleti személyiségek a BBC mikrofonja előtt 2003–2004 (válogatás), Budapest Print, Budapest, 2004

A BBC Magyar Osztályát több visszaemlékezésben és monográfiában is említik a szerzők:
- Faludy György: Pokolbéli napjaim után, Magyar Világ, 2000
- Sárközi Mátyás: Vízszintes zuhanás, Kortárs, 2007
- Sárközi Mátyás: Tamperdü, Kortárs, 2013
- Sárközi Mátyás: Csé, Kortárs, 2014